# Municipalità di Valmiera
La municipalità di Valmiera (in lettone Valmieras novads) è una delle trentasei municipalità della Lettonia. È situata nel nordovest del Paese, nella regione storica del Vidzeme e confina con l'Estonia. Il capoluogo è la città di Valmiera.

## Suddivisione
La municipalità comprende 5 città e 19 parrocchie.
Le 5 città sono:
- Valmiera
- Mazsalaca
- Rūjiena
- Seda
- Strenči

Le 26 parrocchie sono:
- Bērzaine
- Brenguļi
- Burtnieki
- Dikļi
- Ēvele
- Ipiķi
- Jeri
- Jērcēni
- Kauguri
- Kocēni
- Ķoņi
- Lode
- Matīši
- Mazsalaca
- Naukšēni
- Plāņi
- Ramata
- Rencēni
- Sēļi
- Skaņkalne
- Trikāta
- Vaidava
- Valmiera
- Vecate
- Vilpulka
- Zilākalns